# Zdeňka Klanicová
Zdeňka Klanicová (* 24. října 1964 Brno, Československo) je česká malířka a sochařka, jejíž práce sahá od impresionismu po experimenty s různými materiály a technikami výtvarného umění.

## Životopis
Zdeňka Klanicová se narodila v Brně a vyrůstala v uměleckém prostředí. Její otec byl malíř a dědeček kameník. Po studiích na Střední uměleckoprůmyslové škole v Praze a na Fakultě architektury VUT v Brně založila vlastní ateliér, kde začala tvořit v roce 1987.

### Umělecká kariéra
Klanicová pracuje s různými technikami včetně olejomaleb, akrylu, pastelů, grafiky a kombinovaných technik. Je známá svými sochami z drátů, keramiky a pískovce, stejně jako přírodními instalacemi z větví, trávy a sena. Vystavuje především v České republice, ale její díla jsou součástí soukromých sbírek po celém světě.

### Přístup a inspirace
Inspiraci čerpá převážně z přírody, což se odráží v jejích obrazech zvířat a přírodních scenerií. Klanicová se také věnuje tvorbě energetických zářičů, které jsou zaměřeny na meditaci a vnitřní klid, pozitivní a správné naladění a energie v moment kresby, muže tuto auru zachovat v umění navždy.

### Významné spolupráce
Během své kariéry spolupracovala s několika divadly, včetně Divadla na provázku a HaDivadla, a s významnými scénografy jako je Kateřina Bláhová.